# Selatosomus semimetallicus
Selatosomus semimetallicus là một loài bọ cánh cứng trong họ Elateridae. Loài này được Walker miêu tả khoa học năm 1866.